# هاسبرو
هَزْبْرو (انگلیسی: Hasbro) که در ایران و کشورهای عربی هاسبرو یا هسبرو نوشته و خوانده می‌شود، یک شرکت رسانه‌ای و تولیدکندهٔ اسباب‌بازی آمریکایی است که در سال ۱۹۲۳ تأسیس شد.